# Arteria lateral del tarso
La arteria lateral del tarso es una arteria que se origina en la arteria dorsal del pie.

## Trayecto

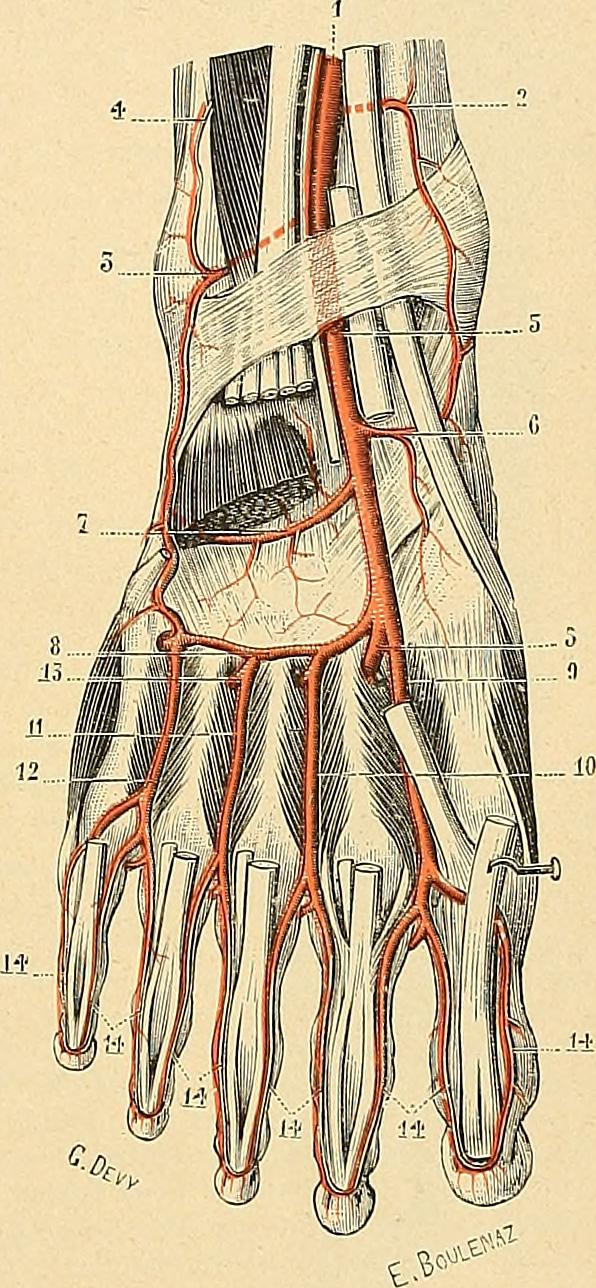
Arterias de la cara dorsal del pie.

Nace de la arteria dorsal del pie cuando dicho vaso cruza el hueso navicular; discurre en una dirección arqueada hacia el lateral, descansando sobre los huesos tarsianos, y cubierta por el músculo extensor corto de los dedos; irriga este músculo y las articulaciones del tarso, y se anastomosa con ramas de las arterias arcuata, maleolar anterior lateral y plantar lateral, y con la rama perforante de la arteria fibular.

## Ramas
Presenta ramos para:
- Huesos y articulaciones del tarso.[1]
- Músculo extensor corto de los dedos.[1]
- Tendones del músculo extensor largo de los dedos.[1]
- Tegumentos.[1]

Estos ramos se dividen en:
- Ascendentes, los cuales se anastomosan con las arterias arteria peronea anterior (rama terminal anterior de la arteria fibular) y maleolar anterior lateral.
- Descendentes, que se unen con las ramas superiores de la arteria arcuata.

## Distribución
Se distribuye hacia las articulaciones y músculos del tarso.